# Surava
Surava era una comuna suiza del cantón de los Grisones. El 1 de enero de 2015 se fusionó con las antiguas comunas de Alvaschein, Mon, Stierva, Tiefencastel, Alvaneu y Brienz/Brinzauls para constituir la nueva comuna de Albula/Alvra.

## Lengua
La lengua tradicional del pueblo fue hasta mediados de siglo XIX el retorromano. En 1880 aún el 82,5% de la población hablaba esta lengua. Fue a partir de principios del siglo XX que la lengua fue perdiendo importancia: en 1910 todavía un 64,38% hablaba romanche, en 1941 era el 59,5%, en 1970 49,9%, en 1980 34,38%, 21,43% en 1990 y sólo un 10,84% lo habla y entiende actualmente. Estos porcentajes nos indican la forma en que el romanche está desapareciendo en la región, mientras que el alemán la conquista. Actualmente el idioma oficial de la comuna es el alemán.